# Liste des noms de code OTAN pour les avions bombardiers
Les « codes OTAN » sont un système de désignation employé par l'Organisation du traité de l'Atlantique nord pour nommer et répertorier les matériels militaires originaires des pays de l'ancien pacte de Varsovie.
La première lettre de la désignation correspond au type d’équipement dont il s'agit, par exemple "B" pour les avions bombardier (Bomber aircraft) ou "F" pour les avions de chasse (Fighter aircraft).
Le nom attribué peut être suivi d'une lettre qui s'incrémente selon l'ordre alphabétique et qui désigne les versions du matériel telles qu'elles sont supposées connues par l'OTAN.

## Liste des avions de chasse et leur code OTAN

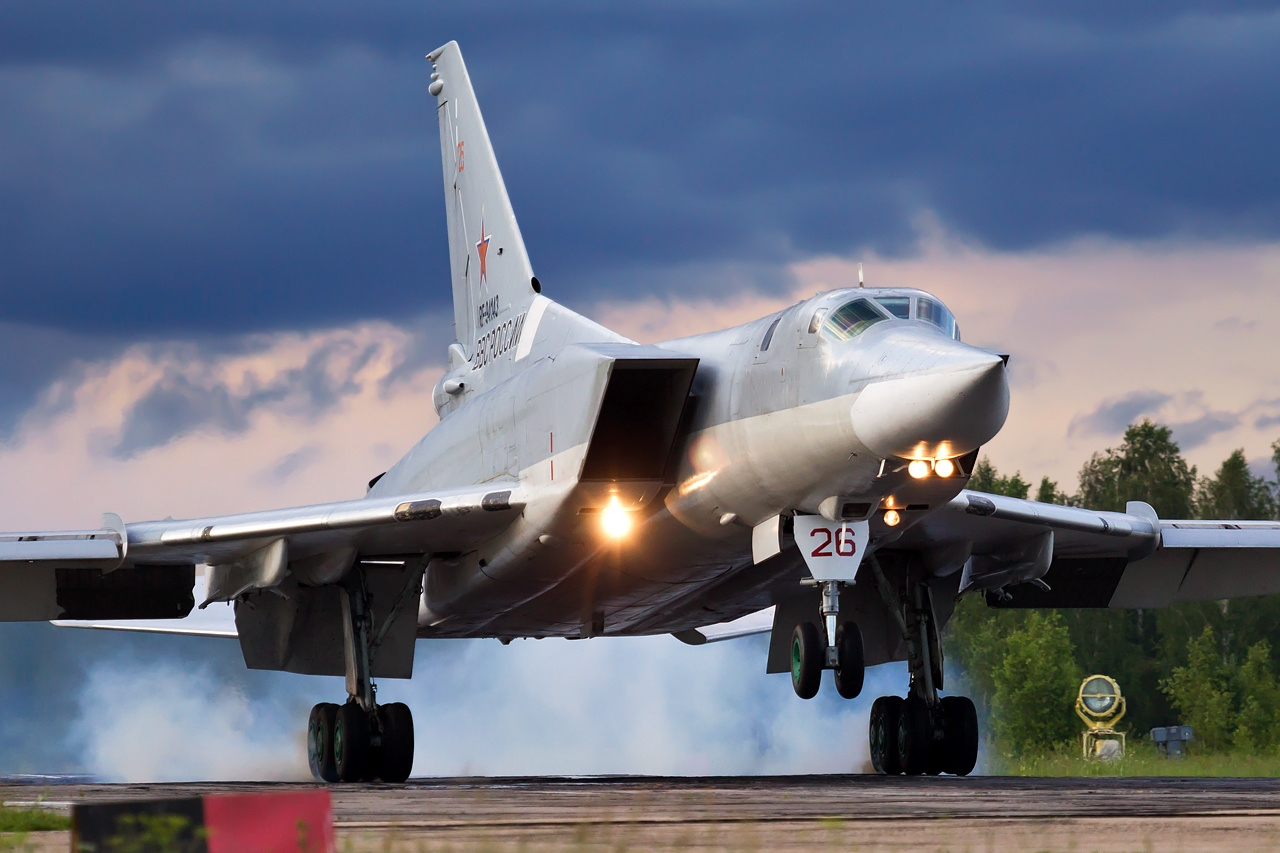
Un Tupolev Tu-22M-3 "Backfire" de l'armée de l'air russe au décollage.

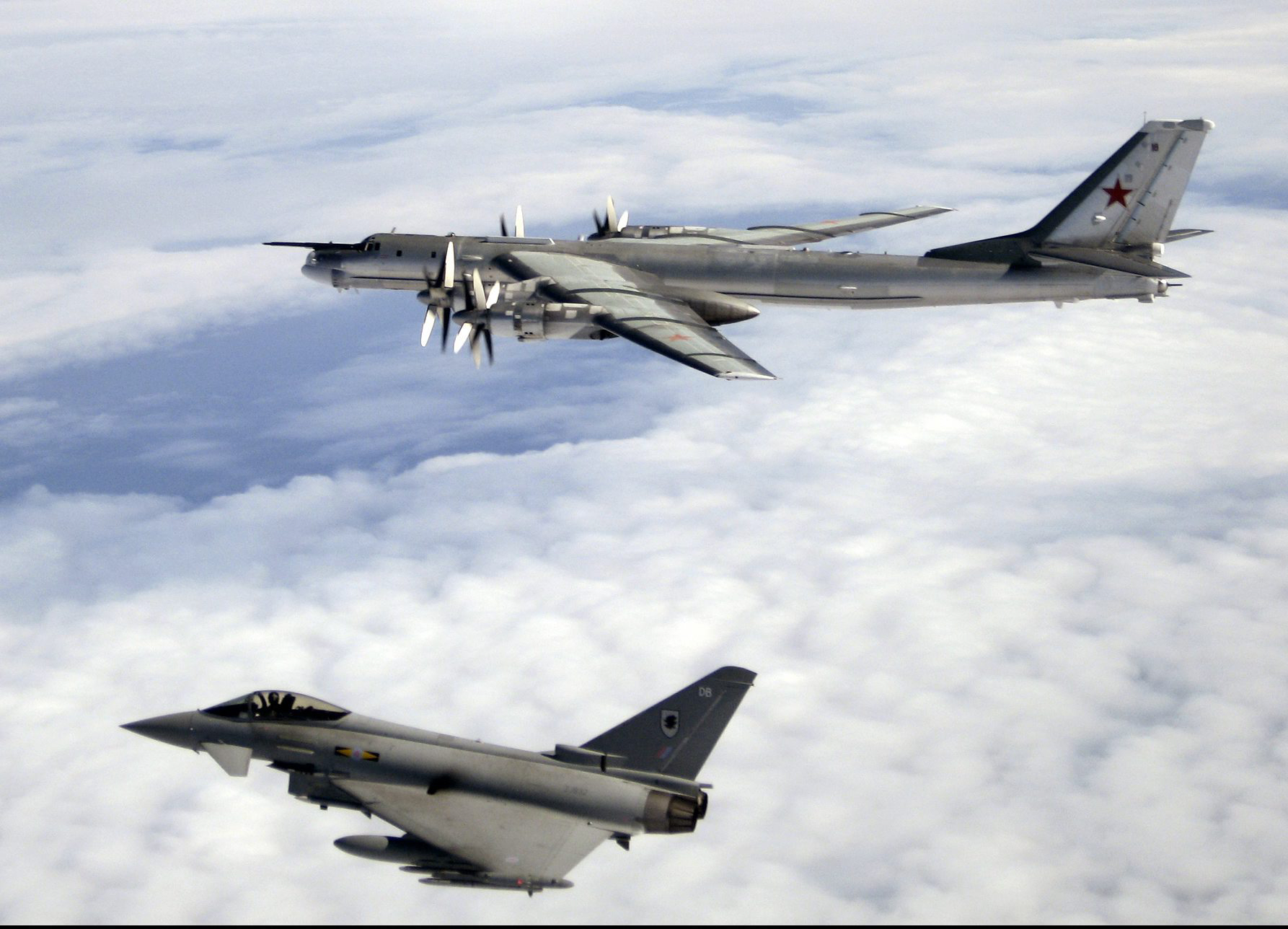
Un Tupolev Tu-95 "Bear H" de l'armée de l'air russe escorté par un Eurofighter Typhoon de la permanence opérationnelle Britannique (QRA)

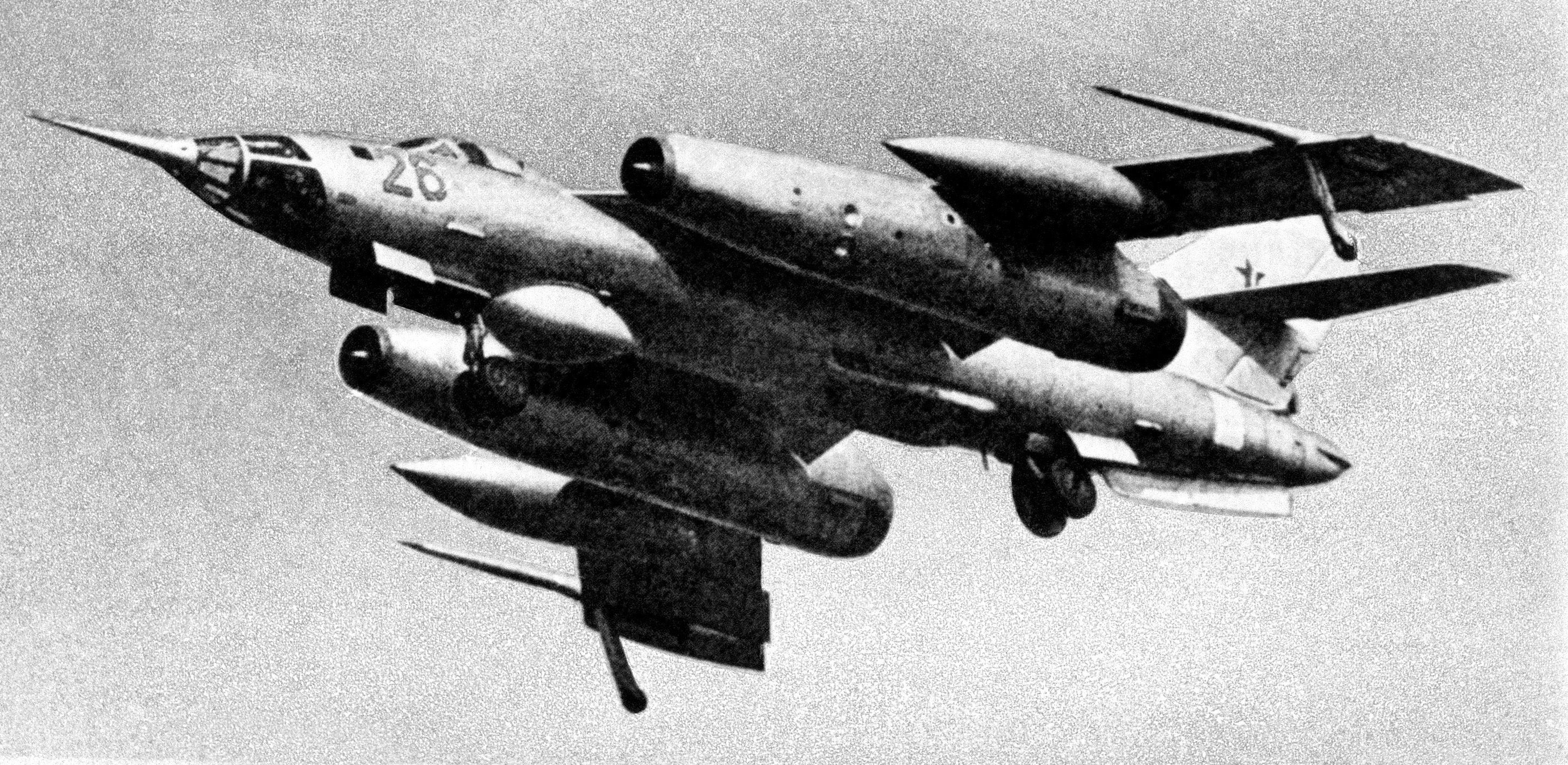
Un YaK 28 "Brewer C" Vue de dessous, (mars 1985)

| Pays | Code OTAN/ASCC (en) | Désignation soviétique       | Rôle                                                              |
| ---- | ------------------- | ---------------------------- | ----------------------------------------------------------------- |
|      | Box                 | Douglas A-20 Havoc           |                                                                   |
|      | Bark                | Iliouchine Il-2              |                                                                   |
|      | Bob                 | Iliouchine Il-4              | Bombardier stratégique                                            |
|      | Beast               | Iliouchine Il-10             | Avion d'attaque au sol, appui rapproché, lutte antichar           |
|      | Beagle              | Iliouchine Il-28             | Bombardier moyen                                                  |
|      | Brawny              | Iliouchine Il-40             |                                                                   |
|      | Blowlamp            | Iliouchine Il-54 (en)        |                                                                   |
|      | Bison               | Miassichtchev M-4            | Bombardier stratégique, reconnaissance, ravitaillement            |
|      | Bounder             | Miassichtchev M-50           |                                                                   |
|      | Bank                | North American B-25 Mitchell | Bombardier moyen                                                  |
|      | Buck                | Petlyakov Pe-2               |                                                                   |
|      | Bat                 | Tupolev Tu-2                 | Bombardier moyen                                                  |
|      | Bull                | Tupolev Tu-4                 | Bombardier stratégique lourd                                      |
|      | Bosun               | Tupolev Tu-14                | Bombardier naval, bombardier-torpilleur, reconnaissance           |
|      | Badger              | Tupolev Tu-16                | Bombardement, Reconnaissance, Guerre électronique, Ravitaillement |
|      | Blinder             | Tupolev Tu-22                | Bombardier moyen supersonique                                     |
|      | Backfire            | Tupolev Tu-22M               | Bombardier stratégique                                            |
|      | Butcher             | Tupolev Tu-82                |                                                                   |
|      | Barge               | Tupolev Tu-85                |                                                                   |
|      | Boot                | Tupolev Tu-91                |                                                                   |
|      | Bear                | Tupolev Tu-95 A/B/C/D        | Bombardier stratégique                                            |
|      | Backfin             | Tupolev Tu-98                |                                                                   |
|      | Blackjack           | Tupolev Tu-160               | Bombardier stratégique                                            |
|      | Brassard            | Yakovlev Yak-28 A/B/C/D/E    | Bombardier stratégique                                            |